# Raúl Toro Fuenzalida
Raúl Daniel Toro Fuenzalida (Santiago, Chile, 24 de junio de 1954) es un exfutbolista chileno y actual entrenador de Fútbol.

## Trayectoria

### Como jugador
Toro destacó como mediocampista en distintos clubes del fútbol nacional, en las décadas de los 80' y '90. Debutó profesionalmente en Unión Española, jugando en la entidad hispana por 9 temporadas. Luego tuvo pasos por Santiago Morning, Aviación, Huachipato, Unión San Felipe, Curicó Unido, Soinca Bata (Club de Deportes Melipilla) y Colchagua, club donde se retiró a los 39 años de edad, en 1993. 

### Como entrenador
La carrera de Toro ha sido más prolífica desde la banca. En esa instancia, se estrenó en el Ascenso dirigiendo a Santiago Morning, Colchagua y Rangers, este último con el que alcanzó el subcampeonato de la Copa Chile 1996 y el Apertura de Primera B 1997, que le significó el ascenso a Primera División. Luego consigue el título de la Primera B 2000 y el ascenso a la máxima categoría, al mando de Unión San Felipe. En el campeonato de Primera División 2001, el elenco del Valle del Aconcagua resultó con un meritorio octavo lugar, muy cerca de clasificar a la Liguilla Pre-Libertadores, y en el Apertura de 2002, clasificó a cuartos de final. A fines del 2002, firma un contrato con Universidad de Concepción para dirigir al elenco estudiantil en su debut en Primera División. Sin embargo, tras una baja significativa de recursos para armar el plantel, se acuerda la anulación del contrato firmado con el cuadro del Campanil, y Toro retorna a San Felipe tras apenas 14 días.
En 2004, Raúl Toro pasa a dirigir Coquimbo Unido, y lo conduce a disputar la primera final de su historia, la del Apertura de 2005. Anteriormente, la escuadra pirata derrotó a Everton, Cobreloa y Huachipato y se encontró en la definición con Unión Española. Lamentablemente, el elenco aurinegro de Toro cayó derrotado tanto en la ida como en la vuelta, y se tuvo que conformar con el segundo lugar.
La mejor etapa de su carrera como DT la protagonizó desde que asumió la conducción de Audax Italiano, con un plantel en el que destacaban, principalmente, Carlos Villanueva, Franco Di Santo y Fabián Orellana. En el Clausura 2006 los audinos consiguen acceder a la final, que pierden ante Colo-Colo, pero clasificando a la Copa Libertadores 2007, la primera edición en la historia del cuadro itálico. En el Apertura 2007, Audax se clasificó a la Copa Sudamericana 2007, tras superar la Liguilla Pre-Sudamericana y aseguró un lugar en la Copa Libertadores 2008, gracias a un extraordinario rendimiento durante toda la temporada 2007, como primero en la tabla acumulada anual. En 2008 es destituido del club, debido a las malas campañas en la Libertadores (eliminados en fase de grupos) y en el Clausura (no clasificaron a play-off), reemplazándolo el argentino Pablo Marini.
Después de aquello estuvo en la banca de Cobreloa, Curicó Unido y Unión La Calera, antes de tener una breve experiencia en el extranjero, específicamente en LDU Loja, en ese entonces de la Serie A de Ecuador en 2013, siendo este su último trabajo como Director Técnico.
Actualmente Raúl Toro es vicepresidente ejecutivo jurídico de Colegio de Técnicos de Chile. 

## Clubes

### Como jugador
| Club               | País  | Año       |
| ------------------ | ----- | --------- |
| Unión Española     | Chile | 1973      |
| Audax Italiano     | Chile | 1973      |
| Unión Española     | Chile | 1974      |
| Ñublense           | Chile | 1975      |
| Unión Española     | Chile | 1976-1982 |
| Huachipato         | Chile | 1983-1984 |
| Aviación           | Chile | 1985-1986 |
| Unión San Felipe   | Chile | 1988-1989 |
| Curicó Unido       | Chile | 1990      |
| Soinca Bata        | Chile | 1992      |
| Deportes Colchagua | Chile | 1993      |

### Como entrenador
| Club               | País    | Año       | PJ  | PG  | PE  | PP  | Efectividad |
| ------------------ | ------- | --------- | --- | --- | --- | --- | ----------- |
| Deportes Colchagua | Chile   | 1994-1995 | 80  | 34  | 22  | 24  | 51.66%      |
| Rangers            | Chile   | 1996-1999 | 140 | 56  | 31  | 53  | 47.38%      |
| Unión San Felipe   | Chile   | 2000-2003 | 130 | 46  | 36  | 48  | 44.61%      |
| Coquimbo Unido     | Chile   | 2004-2005 | 64  | 25  | 12  | 27  | 45.31%      |
| Audax Italiano     | Chile   | 2006-2008 | 148 | 78  | 32  | 38  | 59.90%      |
| Cobreloa           | Chile   | 2009-2010 | 18  | 6   | 4   | 8   | 40.74%      |
| Curicó Unido       | Chile   | 2010-2011 | 46  | 20  | 10  | 16  | 50.72%      |
| Unión La Calera    | Chile   | 2012      | 23  | 4   | 11  | 8   | 33.33%      |
| Liga de Loja       | Ecuador | 2013      | 22  | 3   | 8   | 11  | 25.75%      |
| Total              | Total   | Total     | 671 | 272 | 166 | 233 | 48.79%      |

## Palmarés

### Campeonatos nacionales
| Título    | Club             | País  | Año    |
| --------- | ---------------- | ----- | ------ |
| Primera B | Rangers de Talca | Chile | 1997-A |
| Primera B | Unión San Felipe | Chile | 2000   |

### Distinciones individuales
| Distinción                                 | Año  |
| ------------------------------------------ | ---- |
| Premio El Gráfico - Mejor técnico del año. | 2007 |